# Proleføde (1984)
Proleføde er et Nysprog-ord i romanen 1984 (originaltitel Nineteen Eighty-Four) af George Orwell. Ordet bruges til at betegne den tarvelige underholdning og de propagandaløgne, som Ministeriet for Sandhed producerer for at pacificere proletariatet. Følgende citat fra romanen illustrerer dette:
"Og ikke blot skulle ministeriet tilfredsstille Partiets behov på disse områder, men det skulle også gentage hele forestillingen på et lavere niveau til brug for proletariatet. Der var en hel række særlige afdelinger, der beskæftigede sig med litteratur, musik, dramatik og anden underholdning, alt sammen beregnet på proletarerne. Her fremstillede man smudsblade, der næsten udelukkende beskæftigede sig med sport, forbrydelser og horoskoper; kulørte hæfter, lumre erotiske film og sentimentale sange, som blev fabrikeret ad mekanisk vej på en særlig slags kalejdoskop, der kaldtes en versifikator. Der var endog en hel underafdeling – Pornoaf hed den på Nysprog – som udelukkende fremstillede pornografi af laveste art, der blev sendt ud i forseglede pakker, og som ingen andre partimedlemmer end de, der arbejdede i afdelingen, fik lov at se."

Denne artikel er en oversættelse af artiklen Prolefeed på den engelske Wikipedia. Oversættelsen tager i sin sprogbrug desuden udgangspunkt i den danske udgave af 1984 (Gyldendals Tranebøger 1973), oversat af Paul Monrad.